# استیو کارترایت (بازیکن فوتبال)
استیو کارترایت (انگلیسی: Steve Cartwright؛ زادهٔ ۸ ژانویهٔ ۱۹۶۵) بازیکن فوتبال اهل بریتانیا است.
از باشگاه‌هایی که در آن بازی کرده‌است می‌توان به باشگاه فوتبال تاموورث، باشگاه فوتبال آترستون تاون، و باشگاه فوتبال کولچستر یونایتد اشاره کرد.